# Говард, Чарльз, 3-й граф Карлайл
Чарльз Говард, 3-й граф Карлайл (англ. Charles Howard, 3rd Earl of Carlisle; 1669 — 1 мая 1738[…], Бат, Сомерсет) — британский аристократ и государственный деятель.

## Биография
Чарльз Говард был старшим сыном Эдварда Говарда, 2-го графа Карлайла, и унаследовал его титул после смерти отца в 1692 году.
Он был избран депутатом Морпета в 1689 году. С 1693 по 1728 год был губернатором Карлайла; лордом-лейтенантом Камберленда и Уэстморленда с 1694—1714. Вильгельм III сделал его Джентльменом Спальной комнаты между 1700 и 1702 годами, Первым лордом казначейства с 1701 по 1702 год и членом Тайного совета Великобритании в 1701 году. Между 1701 и 1706 годами Говард был граф-маршалом в связи с кончиной королевы Анны. 1 августа 1714 года назначен министром юстиции. Новый король Георг I 23 мая 1715 вновь назначил его лордом Казначейства, этот пост 3-й граф Карлайл занимал по 10 октября 1715 года. С 1715 по 1722 год Говард занимал пост констебля Лондонского Тауэра.
С 1699 по 1709 год граф Карлайл был замешан в мошеннических схемах пирата Джона Брехолта. Говард поддержал его, снарядив корабль, названный «Карлайл» на котором Брехолт отплыл к Гаване, а повернул на Мадагаскар, чтобы участвовать в пиратстве. Несколько лет спустя Карлайл поддержал план Брехолта, представленный непосредственно королеве Анне, помиловать пиратов Мадагаскара и заставить их вернуться в Англию с накопленным богатством. Эта схема развалилась, когда было раскрыто пиратское прошлое Брехолта.
В 1699 году граф купил новый особняк в стиле барокко, Касл-Ховард в Йоркшире, который до сих пор принадлежит его потомкам.
Умер в Бате в 1738 году, похоронен в мавзолее замка Касл-Ховард.

## Брак и дети
В 1683 году он женился на леди Энн де Вер Капель, дочери Артура Капеля, 1-го графа Эссекс. У них было шестеро детей:
- Генри Говард, 4-й граф Карлайл (1693—1758)
- Сэр Чарльз Говард (ок. 1696—1765)
- Леди Гарриет Говард
- Леди Элизабет Энн Говард
- Леди Энн Говард
- Леди Мэри Говард